# Orden za vojne zasluge
Orden za vojne zasluge bilo je odlikovanje SFRJ koje je osnovano zakonom 29. prosinca 1951. godine, a kojeg je donio Prezidijum Narodne skupštine FNRJ. Istim zakonom osnovana je i Medalja za vojne zasluge. Zakon je stupio na snagu 1. siječnja 1952. godine. 
Orden je imao sljedeće stupnjeve (redove):
- Orden za vojne zasluge s velikom zvijezdom (do 1961. godine Orden za vojne zasluge I. reda) - 16. u redosljedu jugoslavenskih odlikovanja
- Orden za vojne zasluge sa zlatnim mačevima (do 1961. godine Orden za vojne zasluge II. reda) - 26. u redosljedu jugoslavenskih odlikovanja
- Orden za vojne zasluge sa srebrnim mačevima (do 1961. godine Orden za vojne zasluge III. reda) - 34. u redosljedu jugoslavenskih odlikovanja.

Odlikovanje se dodjeljivalo za vojne zasluge, odnosno radilo se o vojnom odlikovanju.
- Orden za vojne zasluge sa srebrnim mačevima